# Área protegida municipal Pampas del río Yacuma
El Área Protegida Municipal Pampas del río Yacuma es un área protegida de Bolivia, ubicada en el municipio de Santa Rosa de Yacuma en la provincia de Yacuma del departamento del Beni. Es una de las áreas protegidas municipales más grandes del mundo, con una superficie de 616.453 ha (6.164 km²). Se encuentra a una altitud de 263 m s. n. m. y tiene una temperatura de entre 27 a 35 °C.
El área protegida fue creada el año 2007 mediante Resolución Municipal N°15/2007, apoyados por instituciones de conservación y la agencia de cooperación estadounidense USAID, con el objetivo de conservar los ecosistemas de los humedales y sabanas inundables del departamento del Beni. Dentro del área protegida se encuentran nueve comunidades campesinas, alrededor de 170 estancias ganaderas, y la localidad de Santa Rosa de Yacuma, capital municipal.
El área comprende en su interior extensas sabanas inundables, islas de bosque, humedales y bosques de galería. También un alto valor arqueológico y cultural, por ser la cuna de la cultura prehispánica arawak y el hogar de los indígenas tacana.

## Fauna
El área Pampas del río Yacuma alberga un gran número de especies amenazadas entre las que se encuentran: Caimán negro, Águila harpía, ciervo de los pantanos, Armadillo gigante, delfín rosado, tortuga del río, Perro de Monte, Yetapá, Ñandú, Oso hormiguero (Myrmecophaga tridactyla), Borochi y el Jaguar. Por igual se encuentran especies endémicas de Bolivia como ser dos especies de monos lucachi cenizo y lucachi rojizo y la paraba barba azul.